# 路易吉·玛丽亚·阿贡里尼
路易吉·玛丽亚·阿贡里尼（義大利語：Luigi Maria Ugolini；1895年—1936年10月10日），意大利考古学家。
出生于罗马涅的贝尔蒂诺罗，父亲是一位贫穷的制表匠。阿贡里尼在第一次世界大战中服役于意大利的阿尔卑斯山地部队（Alpini），后进入博洛尼亚大学学习考古学。阿贡里尼的出色天赋受到意大利法西斯官员的赏识，并于1924年被作为考古队队长派往阿尔巴尼亚。阿贡里尼主持挖掘腓尼基、布特林特、马耳他等地的遗址。他也因挖掘布特林特遗址而声名大噪。
阿贡里尼因其与法西斯意大利官员的微妙关系而获得了大量政府资助。他曾在战争中肾部受伤，1930年代，因发掘工作而得了重病。1936年被迫离开布特林特考古发掘现场，回到家乡疗伤，并于1936年逝世。